# فلسفة إسلامية معاصرة
تحيي الفلسفة الإسلامية المعاصرة بعض اتجاهات الفلسفة الإسلامية في العصور الوسطى، ولا سيما التوتر بين وجهات النظر المعتزلة والأشاعرة حول الأخلاق في العلم والقانون، وواجب المسلمين ودور الإسلام في علم اجتماع المعرفة وفي صياغة المدونات الأخلاقية والمدونات القانونية، وخاصة الفقه (والقضاء) وقواعد الجهاد (والحرب العادلة).

## شخصيات رئيسة في الفلسفة الإسلامية الحديثة
وتشمل الشخصيات الرئيسة من مناطق مختلفة، والتي تمثل اتجاهات مهمة ما يلي:

### جنوب آسيا
- سعى محمد إقبال إلى إحياء إسلامي قائم على مُثُل العدالة الاجتماعية، مُشددًا على القواعد التقليدية، مثل منع الربا. جادل بشدة بأن العقيدة والقومية الإقليمية والعنصرية الصريحة، والتي رُفضت جميعها رفضًا قاطعًا في صدر الإسلام، وخاصةً من قِبل محمد نفسه، كانت تُقسّم المسلمين إلى فصائل مُتحاربة، وتُشجع المادية والعدمية. كان لفكره تأثيرٌ في ظهور حركة استقلال باكستان، حيث كان يُبجَّل باعتباره الشاعر الوطني. كما أثّر هذا التوجه الإسلامي، بشكل غير مباشر، على مالكولم إكس وشخصيات أخرى سعت إلى أخلاق عالمية من خلال أركان الإسلام الخمسة. يُنسب إلى إقبال، على الأقل، محاولة إعادة بناء الفكر الإسلامي من جذوره، على الرغم من أن بعض أفكاره الفلسفية والعلمية تبدو قديمة العهد. ركّزت أفكاره الأساسية على الإرادة الحرة، مما سمح للمسلمين بأن يصبحوا عناصر فاعلة في تاريخهم. أدى اهتمامه بنيتشه (الذي وصفه بأنه "حكيم أوروبا") إلى انتقاد علماء المسلمين اللاحقين له لدعوته إلى مُثُل خطيرة، والتي، حسب رأيهم، شكلت في نهاية المطاف سلالات معينة من القومية الإسلامية. ويزعم البعض أن الأركان الأربعة لحزب الخضر تُكرم إقبال والتقاليد الإسلامية.
- كان فضل الرحمن أستاذًا للفكر الإسلامي في جامعة شيكاغو وجامعة ماكجيل، وخبيرًا في الفلسفة الإسلامية. ورغم أنه ليس معروفًا على نطاق واسع كعالمه المعاصر الناشط إسماعيل الفاروقي، إلا أنه يُعتبر شخصية مهمة للإسلام في القرن العشرين. وقد جادل بأن أساس النهضة الإسلامية هو العودة إلى الديناميكية الفكرية التي كانت السمة المميزة للتراث العلمي الإسلامي (وقد تم توضيح هذه الأفكار في كتاب "النهضة والإصلاح في الإسلام: دراسة في الأصولية الإسلامية" وكتابه العظيم "الإسلام"). وسعى إلى إطلاق العنان للفلسفة، وكان حريصًا على أن يُقدّر المسلمون كيفية فهم الدولة القومية الحديثة للقانون، على عكس الأخلاق. كانت وجهة نظره أن الشريعة مزيج من الأخلاق والقانون. وانتقد اللاهوت والفلسفات الإسلامية التاريخية لفشلها في بناء رؤية عالمية أخلاقية قائمة على القيم المستمدة من القرآن الكريم: "القيم الأخلاقية"، على عكس القيم الاجتماعية والاقتصادية، "لم تُستنفد في أي مرحلة من مراحل التاريخ" ولكنها تتطلب تفسيرًا مستمرًا. أُجبر رحمان على النفي من وطنه باكستان، حيث كان جزءًا من لجنة سعت إلى تفسير الإسلام للدولة الحديثة ذات السيادة الناشئة. أُعيد طبع بعض أفكاره من الإنجليزية (التي زعم أنها من التراث الإسلامي) باللغة الأردية، مما أثار غضبًا بين علماء المسلمين المحافظين في باكستان. وسرعان ما استغلها معارضو مُموله السياسي، الجنرال أيوب خان، مما أدى في النهاية إلى نفيه إلى الولايات المتحدة.
- ينتمي محمد حميد الله إلى عائلة من العلماء والفقهاء والكتاب والصوفية. كان عالمًا عالميًا مشهورًا في الإسلام والقانون الدولي من الهند، عُرف بمساهماته في البحث في تاريخ الحديث، وترجمات القرآن الكريم، والنهوض بالتعليم الإسلامي، ونشر التعاليم الإسلامية في العالم الغربي.
- كان السيد ظفر الحسن فيلسوفًا مسلمًا بارزًا في القرن العشرين. من عام 1924 إلى عام 1945 كان أستاذًا للفلسفة في الجامعة الإسلامية في عليكرة - حيث شغل أيضًا منصب رئيس قسم الفلسفة وعميد كلية الآداب. هناك، في عام 1939، طرح "مخطط عليكرة". من عام 1945 حتى تقسيم شبه القارة الهندية، كان الدكتور حسن أستاذًا فخريًا في عليكرة. وُلد الدكتور ظفر الحسن في 14 فبراير 1885. وتوفي في 19 يونيو 1949.
- م. أ. مقتدر خان أستاذ الإسلام والعلاقات الدولية في جامعة ديلاوير. هو مفكر وفيلسوف مسلم بارز، ومحلل في الفكر الإسلامي والسياسة العالمية. نظّم أول مؤتمر للفلاسفة الإسلاميين المعاصرين في جامعة جورج تاون عام ١٩٩٨. تتناول أعماله فلسفة الهوية والعقلانية، والاجتهاد، والإسلام والديمقراطية، والإصلاح الإسلامي.
- أكبر س. أحمد عالم أنثروبولوجيا، ومخرج أفلام، وباحث بارز في الإسلام، والعلاقات الدولية/السياسة، والفلسفة الإسلامية المعاصرة من باكستان. يشغل منصب رئيس قسم الدراسات الإسلامية في الجامعة الأمريكية بواشنطن العاصمة، وكان المفوض السامي لباكستان في المملكة المتحدة. عمل مستشارًا للأمير تشارلز، والتقى بالرئيس جورج دبليو بوش بشأن الإسلام. حازت كتبه وأفلامه وأفلامه الوثائقية العديدة على جوائز. تُرجمت كتبه إلى لغات عديدة، منها الصينية والإندونيسية. يُعد أحمد، وفقًا لهيئة الإذاعة البريطانية (بي بي سي)، "الخبير العالمي الرائد في الإسلام المعاصر".
- جاويد أحمد غامدي عالم إسلامي باكستاني معروف، ومفسر، ومعلم. عضو سابق في الجماعة الإسلامية، وقد طوّر عمل أستاذه، أمين أحسن إصلاحي. يُوصف غالبًا بالحداثي لإصراره على وضع وحي محمد في سياقه التاريخي لفهم أهميته الأخلاقية الحقيقية.
- فيصل عبد الرؤوف من أبرز دعاة المصالحة الثقافية بين العالم الإسلامي والغرب، مستندًا في آرائه إلى تشابه الحكم الإسلامي الكلاسيكي مع نماذج الحكم الغربي من حيث الحريات الدينية والتوجه الديمقراطي. عبد الرؤوف إمام أمريكي مصري بارز في مسجد الفرح بنيويورك، بالإضافة إلى كونه مؤسس ورئيس مبادرة قرطبة، وهي منظمة غير ربحية تسعى إلى سد الفجوة بين العالم الإسلامي والغرب.
- سيد محمد نقيب العطاس فيلسوف ماليزي.
- سيد أبو الأعلى المودودي فيلسوف باكستاني. كان وحيد الدين خان الأب المؤسس للإسلاموية.
- كان وحيد الدين خان عالمًا وفيلسوفًا إسلاميًا هنديًا. أسس مركز السلام والروحانية (CPS). ألّف أكثر من 200 كتاب في جوانب مختلفة من الإسلام، وأسس مركز السلام والروحانية لتعزيز الحوار بين الأديان. تحدث بصراحة عن الإسلام والسياسة، والسلام والعلاقات بين الأديان، والوضع السياسي الراهن، ووجود الله، والتزكية والتصوف. ألّف أكثر من 200 كتاب باسمه في مواضيع متعددة، منها الفلسفة الإسلامية، والسياسة، والقرآن الكريم، والتعايش في المجتمعات متعددة الأعراق.

### أوروبا
- شبير أخطر هو فيلسوف وشاعر وباحث وكاتب وباحث متعدد اللغات بريطاني مسلم. وهو حاليا في كلية اللاهوت والأديان في جامعة أكسفورد. يحاول هذا المفكر الذي تلقى تعليمه في كامبريدج إحياء تقاليد الفلسفة الإسلامية السنية التي انقرضت منذ ابن خلدون، على خلفية المنهج الفلسفي التحليلي الغربي. أهم مؤلفاته هو "القرآن والعقل الدنيوي" (2007). يزعم أخطر أن الإسلام، على عكس المسيحية، باعتباره توحيدًا قانونيًا، ليس لديه اهتمام باللاهوت، والتحقيق المضاربي في طبيعة الله وجوهره. إن المسلمين بحاجة إلى معرفة الإرادة الأخلاقية والقانونية لله فقط. علاوة على ذلك، يزعم أخطر أن تفسير الكتاب المقدس يجب أن يصنف كجزء من الفلسفة التحليلية للإسلام.

### عالم الشيعة
- كان مرتضى مطهري محاضرًا في جامعة طهران. ويعتبر مطهري شخصية مهمة في تطوير أيديولوجيات الجمهورية الإسلامية. كتب في تفسير القرآن الكريم، والفلسفة، والأخلاق، وعلم الاجتماع، والتاريخ، والعديد من المواضيع الأخرى. وكان الهدف الحقيقي من كل كتاباته هو الرد على الاعتراضات التي أثارها الآخرون ضد الإسلام، وإثبات عيوب المدارس الفكرية الأخرى، وإظهار عظمة الإسلام. كان يعتقد أنه من أجل إثبات زيف الماركسية والأيديولوجيات الأخرى مثلها، من الضروري ليس فقط التعليق عليها بطريقة علمية، بل وأيضًا تقديم الصورة الحقيقية للإسلام.
- علي شريعتي كان عالم اجتماع وأستاذًا في جامعة مشهد. كان من أكثر الشخصيات تأثيرًا في العالم الإسلامي في القرن العشرين. حاول تفسير وتقديم الحلول للمشاكل التي تواجهها المجتمعات الإسلامية من خلال المبادئ الإسلامية التقليدية المتداخلة والمفهومة من وجهة نظر علم الاجتماع والفلسفة الحديثين. وكان شريعتي متأثرًا أيضًا بشكل كبير بمولانا الرومي ومحمد إقبال.
- كان موسى الصدر مفكرًا شيعيًا مسلمًا بارزًا وأحد أكثر الفلاسفة المسلمين تأثيرًا في القرن العشرين. اشتهر بدوره السياسي، ولكنه كان أيضًا فيلسوفًا تدرب على يد العلامة الطباطبائي. كما قال الأستاذ سيد حسين نصر: "إن نفوذه السياسي الكبير وشهرته كانت كافية لجعل الناس لا يأخذون في الاعتبار موقفه الفلسفي، على الرغم من أنه كان من أتباع التقليد الفكري العريق للفلسفة الإسلامية بل ويتجاهلوا انتقاداته ورؤيته السلبية لإسرائيل". ومن أشهر كتاباته المقدمة الطويلة للترجمة العربية لكتاب هنري كوربين "تاريخ الفلسفة الإسلامية".
- السيد حسين نصر هو من كبار المفكرين الخالدين. تدافع أعماله عن العقائد والمبادئ الإسلامية والثابتة في حين تتحدى الأسس النظرية للعلم الحديث. ويزعم أن المعرفة قد تم نزع القداسة عنها[الإنجليزية] في العصر الحديث، أي أنها انفصلت عن مصدرها الإلهي ـ الله ـ ويدعو إلى إعادة تقديسها[الإنجليزية] من خلال التقاليد المقدسة والعلم المقدس[الإنجليزية]. وتتجلى فلسفته البيئية في إطار البيئة الإسلامية وإعادة تقديس الطبيعة[الإنجليزية].
- محمد باقر الصدر رجل دين شيعي عراقي، وفيلسوف، ومؤسس أيديولوجي لحزب الدعوة الإسلامية، ولد في الكاظمية، بالعراق. تمثل الفلسفة السياسية لمحمد باقر الصدر، المعروفة باسم ولاية الأمة، وجهة نظره حول الدولة الإسلامية الحديثة. ومن أشهر أعماله الفلسفية: فلسفتنا، حيث دحض المدارس الفلسفية الغربية الحديثة وأكد على وجهة نظر إسلامية، واقتصادنا، الذي يتألف من تفسير للاقتصاد الإسلامي مقرونًا بنقد الاقتصاد السياسي الغربي كما تجلى في الاتحاد السوفييتي من جهة والولايات المتحدة من جهة أخرى، والأسس المنطقية للاستقراء، حيث طور نظرية تسمح بالوصول إلى اليقين من خلال الأساليب الاستقرائية.

### العالم العربي
- لقد نظر إسماعيل الفاروقي عن كثب إلى أخلاقيات وعلم اجتماع المعرفة، وخلص إلى أنه لا يمكن أن توجد طريقة علمية أو فلسفة تجهل تمامًا نظرية السلوك أو عواقب مسار معين من الاستقصاء والتكنولوجيا. سعى برنامجه "أسلمة المعرفة" إلى دمج الفلسفة الإسلامية المبكرة مع العلوم الحديثة، مما أدى، على سبيل المثال، إلى ظهور الاقتصاد الإسلامي وعلم الاجتماع الإسلامي.
- نادر البزري فيلسوف بريطاني لبناني، ومؤرخ علمي، ومنظر معماري. وهو أستاذ الفلسفة ورئيس برنامج دراسات الحضارة في الجامعة الأميركية في بيروت. وقد سبق له أن قام بالتدريس في جامعة كامبريدج، وجامعة نوتنغهام، وجامعة لينكولن، وجامعة هارفارد. وهو منتسب إلى المركز الوطني الفرنسي للبحث العلمي في باريس، ومعهد الدراسات الإسماعيلية في لندن. نشر وألقى محاضرات على نطاق واسع عن ابن الهيثم، وابن سينا، وإخوان الصفا، وأيضا عن هايدغر والظاهراتية وكذلك النظرية المعمارية. خدم في مجالس تحرير مختلفة لدى الناشرين الأكاديميين مثل مطبعة جامعة أكسفورد، ومطبعة جامعة كامبريدج، وسبرينغر، وبريل، وآي بي توريس. عمل مستشارًا لمؤسسة الآغا خان للثقافة في جنيف، ومتحف العلوم في لندن، ومتحف جوجنهايم في نيويورك. كما ساهم في العديد من البرامج الإذاعية والتلفزيونية لهيئة الإذاعة البريطانية (BBC) حول الفلسفة الإسلامية وتاريخ العلوم الدقيقة في الإسلام. وهو أيضًا حائز على جائزة مؤسسة الكويت للتقدم العلمي المرموقة في عام 2014، وانضم مؤخرًا إلى فريق البحث في أكسفورد ودورهام حول العلوم في العصور الوسطى في بريطانيا.[2][3] إن نهج نادر البزري للفلسفة الإسلامية هو نهج تاريخي، وفي نفس الوقت مستنير على المستويات التفسيرية بقراءات من الفكر القاري المعاصر والفلسفة التحليلية الأنجلو أمريكية، مع التركيز بشكل خاص على علم الوجود ونظرية المعرفة. تهدف كتابات البزري الفلسفية إلى تجديد زخم الفلسفة في الوسط الإسلامي المعاصر. وهو متأثر إلى حد ما في هذا الأمر بهايدغر واستقبال الفكر الهايدجري في العالم الإسلامي.
- أبو عبد الرحمن بن عقيل الظاهري عالم موسوعي سعودي متقاعد وعضو مجمع اللغة العربية بالقاهرة. تناولت أعماله في المقام الأول التوفيق بين العقل والوحي، وخاصة فيما يتعلق بالقضايا المحيطة بوجود الله والثيوديسيا. وقد نشر المراجع والمختارات والمقالات الصحفية وألقى محاضرات في مؤتمرات حول المنطق في الفلسفة الإسلامية، وأظهر اهتمامًا قويًا بشكل خاص بأعمال ابن حزم وابن رشد.[4][5] وقد حصلت العديد من مساعيه الأكاديمية على دعم اليونسكو في الماضي.
- طه عبد الرحمن هو فيلسوف مغربي معروف بصياغته لشكل إسلامي للحداثة.
- حسن حنفي، مفكر إسلامي حديث رائد، وفيلسوف ورئيس قسم الفلسفة بجامعة القاهرة.

## الاستشهادات
1. ↑  See list of Islamic terms in Arabic for a glossary of key terms used in Islam.
2. ↑  "Kuwait honours Professor Nader El-Bizri: Arabic Science and Philosophy". Ordered Universe. 4 ديسمبر 2015. مؤرشف من الأصل في 2024-12-28.
3. ↑  "AUB - 2015 - Three AUB academics awarded for the Advancement of Sciences". مؤرشف من الأصل في 2024-07-23. اطلع عليه بتاريخ 2025-05-01.{{استشهاد ويب}}:  صيانة الاستشهاد: BOT: original URL status unknown (link)
4. ↑  ماريبيل فييرو, "Heresy in al-Andalus." Taken from The Legacy of Muslim Spain, pg. 905. Ed. Salma Jayyusi. لايدن: دار بريل للنشر, 1994.
5. ↑  Majid Fakhry, "Celebrating Ibn Rushd's Eight-Hundredth Anniversary," نسخة محفوظة 28 September 2013 على موقع واي باك مشين. pg. 168. The American Journal of Islamic Social Sciences, vol. 15, iss. 2, pgs. 167–169. Conference report.

## روابط خارجية
- ليمان، أوليفر؛ الفلسفة الإسلامية
- ليمان، أوليفر؛ الفلسفة الإسلامية الحديثة
- مارانسي، غابرييل (محرر)؛ الإسلام المعاصر وديناميكيات الحياة الإسلامية ، (مجلة أكاديمية).
- محمد آزادبور؛ قسم الفلسفة – محمد آزادبور نسخة محفوظة 17 يونيو 2012 على موقع واي باك مشين.